# 王华明
王华明（1962年5月6日—），四川泸州人，金属增材制造专家，中国工程院院士。

## 履历[1]
- 1983年，于四川工业学院毕业。
- 1986年，于西安交通大学获取硕士学位。
- 1989年，于中国矿业大学获取博士学位。
- 2015年，当选中国工程院院士。